# گورنی دامیانووتسی
گورنی دامیانووتسی (به بلغاری: Gorni Damyanovtsi) یک منطقهٔ مسکونی در بلغارستان است که در تریاونا واقع شده‌است.